# Fußball-Landesliga Schleswig-Holstein 1974/75
Die Landesliga Schleswig-Holstein wurde zur Saison 1974/75 das 28. Mal ausgetragen und bildete den Unterbau der drittklassigen Oberliga Nord. Die beiden erstplatzierten Mannschaften durften an der Aufstiegsrunde zur Oberliga Nord teilnehmen. Die Mannschaften auf den letzten fünf Plätzen mussten in die Verbandsliga absteigen.

## Vereine
Im Vergleich zur Saison 1973/74 veränderte sich die Zusammensetzung der Liga folgendermaßen: Flensburg 08 war in die Oberliga Nord auf-, während der VfB Lübeck aus der Regionalliga Nord abgestiegen war. Die beiden Absteiger MTV Heide und Itzehoer SV Amateure hatten die Landesliga verlassen und wurden durch die beiden Aufsteiger FC Union Neumünster (Rückkehr nach 19 Jahren) und FC Burg/Dithmarschen (erstmals in der höchsten Amateurliga Schleswig-Holsteins) ersetzt.
| Verein               | Stadt       | Kreis                 | Qualifikation                        |
| -------------------- | ----------- | --------------------- | ------------------------------------ |
| VfB Lübeck           | Lübeck      |                       | Absteiger aus der Regionalliga Nord  |
| VfR Neumünster       | Neumünster  |                       | 2. Platz 1973/74                     |
| Büdelsdorfer TSV     | Büdelsdorf  | Rendsburg-Eckernförde | 3. Platz 1973/74                     |
| Rendsburger TSV      | Rendsburg   | Rendsburg-Eckernförde | 4. Platz 1973/74                     |
| BSC Brunsbüttel      | Brunsbüttel | Dithmarschen          | 5. Platz 1973/74                     |
| Comet Kiel           | Kiel        |                       | 6. Platz 1973/74                     |
| Schleswig 06         | Schleswig   | Schleswig-Flensburg   | 7. Platz 1973/74                     |
| TSV Westerland       | Westerland  | Nordfriesland         | 8. Platz 1973/74                     |
| TSV Schlutup         | Lübeck      |                       | 9. Platz 1973/74                     |
| SV Friedrichsort     | Kiel        |                       | 10. Platz 1973/74                    |
| Eichholzer SV        | Lübeck      |                       | 11. Platz 1973/74                    |
| Olympia Neumünster   | Neumünster  |                       | 12. Platz 1973/74                    |
| Eutin 08             | Eutin       | Ostholstein           | 13. Platz 1973/74                    |
| VfB Kiel             | Kiel        |                       | 14. Platz 1973/74                    |
| FC Union Neumünster  | Neumünster  |                       | Aufsteiger aus der Verbandsliga Nord |
| FC Burg/Dithmarschen | Burg        | Dithmarschen          | Aufsteiger aus der Verbandsliga Süd  |

## Saisonverlauf
Die Meisterschaft und Teilnahme an der Aufstiegsrunde sicherte sich der VfB Lübeck. Als Zweitplatzierte durfte der VfR Neumünster ebenfalls teilnehmen. Beide erreichten in ihrer Gruppe nicht den ersten Platz und verpassten dadurch den Aufstieg. Der FC Burg/Dithmarschen musste die Landesliga nach einer Saison wieder verlassen, der SV Friedrichsort 23 Jahre nach seinem Aufstieg, Schleswig 06 nach 18 Spielzeiten, der VfB Kiel nach neun Jahren und der Eichholzer SV nach sieben Jahren.

### Tabelle
| Pl. | Verein                   | Sp. | S  | U  | N  | Tore    | Diff. | Punkte |
| --- | ------------------------ | --- | -- | -- | -- | ------- | ----- | ------ |
| 1.  | VfB Lübeck (A)           | 30  | 18 | 8  | 4  | 059:240 | +35   | 44:16  |
| 2.  | VfR Neumünster           | 30  | 17 | 9  | 4  | 057:270 | +30   | 43:17  |
| 3.  | TSV Westerland           | 30  | 19 | 3  | 8  | 067:370 | +30   | 41:19  |
| 4.  | Comet Kiel               | 30  | 17 | 3  | 10 | 056:370 | +19   | 37:23  |
| 5.  | Büdelsdorfer TSV         | 30  | 14 | 8  | 8  | 044:290 | +15   | 36:24  |
| 6.  | Rendsburger TSV          | 30  | 12 | 9  | 9  | 050:350 | +15   | 33:27  |
| 7.  | FC Union Neumünster (N)  | 30  | 10 | 11 | 9  | 048:410 | +7    | 31:29  |
| 8.  | BSC Brunsbüttel          | 30  | 11 | 8  | 11 | 050:390 | +11   | 30:30  |
| 9.  | TSV Schlutup             | 30  | 12 | 6  | 12 | 039:460 | −7    | 30:30  |
| 10. | Olympia Neumünster       | 30  | 10 | 8  | 12 | 038:510 | −13   | 28:32  |
| 11. | Eutin 08                 | 30  | 10 | 7  | 13 | 045:630 | −18   | 27:33  |
| 12. | FC Burg/Dithmarschen (N) | 30  | 8  | 8  | 14 | 050:580 | −8    | 24:36  |
| 13. | SV Friedrichsort         | 30  | 9  | 4  | 17 | 037:540 | −17   | 22:38  |
| 14. | Schleswig 06             | 30  | 7  | 8  | 15 | 025:460 | −21   | 22:38  |
| 15. | VfB Kiel                 | 30  | 5  | 7  | 18 | 031:660 | −35   | 17:43  |
| 16. | Eichholzer SV            | 30  | 4  | 7  | 19 | 028:710 | −43   | 15:45  |

| (M) | Staffelsieger der Landesliga Schleswig-Holstein 1973/74    |
| (A) | Absteiger aus der Regionalliga Nord 1973/74                |
| (N) | Aufsteiger aus der Verbandsliga Schleswig-Holstein 1973/74 |